# Maurice d’Ocagne

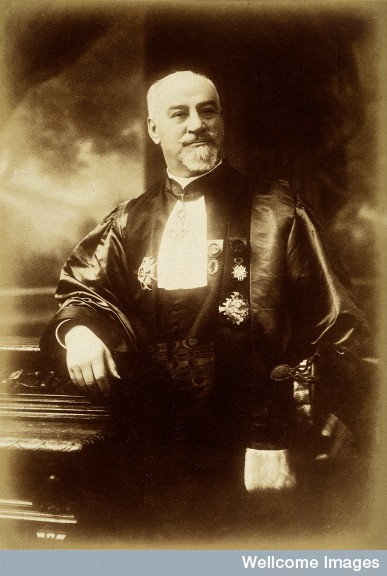
Philbert Maurice d’Ocagne

Philbert Maurice d’Ocagne (* 26. März 1862 in Paris; † 23. September 1938 in Le Havre) war ein französischer Ingenieur und Mathematiker.

## Leben
Sein Vater Mortimer d’Ocagne war Autor eines Buchs über Universitätserziehung in Frankreich (Les Grandes Écoles de France), Theaterkritiker und Autor von Aufsätzen zu Wirtschaft und Finanzen. D’Ocagne studierte ab 1880 an der École polytechnique und war ab 1885 Bauingenieur beim Corps de ponts et chaussées im Wasserbau. Daneben publizierte er mathematische Aufsätze, die ersten ab 1877. 1891 wurde er Direktor des Nivellement général de la France. 1893 wurde er Repetitor an der École polytechnique und ab 1894 Professor an der École nationale des ponts et chaussées. 1901 wurde er Direktor der französischen Kartendienstes. 1912 wurde er Professor für Geometrie an der École polytechnique und 1920 Generalinspekteur für Straßen und Brücken in Frankreich.
Er ist vor allem für Arbeiten über Nomographie bekannt (der Name stammt von ihm).
1922 wurde er Mitglied der Académie des sciences, deren Leconte-Preis er 1892 und deren Dalmont-Preis er 1894 erhielt. Eine Straße und eine Schule im 14. Arrondissement von Paris sind nach ihm benannt. 1901 war er Präsident der Französischen Mathematischen Gesellschaft. 1925 wurde er in die American Academy of Arts and Sciences gewählt.
Er schrieb literarische Werke wie das Theaterstück La Candidate unter dem Pseudonym Pierre Delix. 1930 bis 1936 veröffentlichte er eine dreibändige Sammlung von Biographien von Physikern, Mathematikern und Ingenieuren.

## Schriften
- Cours de Géométrie descriptive et de Géométrie infinitésimale. Gauthier-Villars 1896 (Vorlesungen an der École des Ponts et Chaussées)
- Traité de Nomographie. 1899
- Coordonnées parallèles et axiales. Gauthier-Villars, Paris 1885
- Calcul graphique et nomographie. Doin, Paris 1908
- Calcul simplifié par les procédés mécaniques et graphiques.
- Cours de géométrie. 2 Bände, Gauthier-Villars 1930 (Vorlesungen École polytechnique)
- Souvenirs et causeries. Plon, 1928
- Notions sommaires de géométrie projective à l’usage des candidats à l’École Polytechnique. Gauthier-Villars, 1924.
- Hommes & choses de science — Propos familiers. 3 Bände, Vuibert, 1930–1936
- Herausgeber: Napoléon et les savants (Konferenz 1934)
- Histoire abrégée des sciences mathématiques (Herausgeber René Dugas), Paris 1955